# 拓枝引
柘枝引，詞牌名，又名《拓枝詞》。原唐教坊曲名，單調二十四字，四句三平韻，以佚名《柘枝引·將軍奉命即須行》為正格。另有近現代詩人盧前《柘枝引·詠大場二首》等詩作。

## 仄韻格律
- 以紅色為起句，藍色為韵，[ ]仄可平

平平仄仄[仄]平平，仄仄仄平平。平仄平平仄，平平仄仄[仄]平平。

## 例子
唐朝•佚名：柘枝引·將軍奉命即須行

將軍奉命即前行，塞外領強兵，聞道烽煙動，腰間寶劍匣中鳴。